# 萬能阿曼
《萬能阿曼》（英語：Handy Manny）是一部2006年開播的迪士尼動畫，觀眾群為4至9歲的兒童。在各地播出時會有部分內容轉變為當地語言，故台灣版本的阿曼偶爾會說台語。

## 情節
故事的主角是經營修理鋪的修理師傅阿曼和他的工具們，故事通常由工具們在修理店的對話開始，顧客會打電話到阿曼的修理店，而阿曼會接起電話，說「你打破，我們修」，顧客會提出委託，通常是修繕或安裝新的家具，阿曼接受委託後會帶上工具，出門時會跟隔壁鄰居盧柏打聲招呼，然後到現場了解狀況，然後到凱莉的五金行買所需的材料，再回到顧客那兒完成工作。
故事的主題前期以惜福愛物、自己動手做為主，至後期則逐漸加深，多半與社區營造、環境保護有關。

## 角色

### 主要角色
阿曼（Manuel Estevez Manny Garcia III）
故事的主角，經營修理店的修理師傅，是個平頭年輕男性、戴著橘色工作帽，西班牙人。他樂於助人且技術精湛，什麼疑難雜症都難不倒他和他的工具。會駕駛摩托車和卡車。
凱莉（Kelly Crenshaw)
經營五金行的金髮女性，當阿曼在修繕時缺乏材料，總會到這裡購買，而凱莉的店也應有盡有。
盧帕（Leonard Francis Lofert）
全名李奧納多‧法蘭西斯‧盧帕，阿曼的鄰居，禿頭的中年男性，經營糖果店。性格有些自傲但也很友善，喜歡嘗試新的事物，但總會把自己陷入困境中，養著一隻叫菲菲(全名李奧納多‧法蘭西斯‧菲菲)的貓。

### 工具
阿曼的工具們，在上工的時候都待在工具箱中，除了達絲、卓莎與阿嬌具女性的人格，其他工具的人格都是男性。扣掉小光以外的七個工具分別屬於彩虹的七個顏色。
菲利比
十字螺絲起子，具有高度自信，認為自己是非常重要的工具，崇拜並幻想自己是超級英雄。
道納
一字螺絲起子，脾氣暴躁而且比較粗魯，但很有愛心。
帕克
榔頭，性格憨厚笨拙，時常摔倒，口頭禪是「我是榔頭啊」
達絲
聰明的鋸子，是工具們裡的大姐姐。
阿嬌
鉗子，是個工作狂。
勞斯
扳手，非常緊張又膽小，害怕打雷、老鼠、高處和各種各樣的事物。
卓莎
捲尺，數學非常好，能很快地量好長度並計算長度。也能把捲尺當作套索使用來取東西。
小光
手電筒，是最年輕的工具，他學到新單字時總是一邊跳著、一邊閃爍燈光並把單字說兩次。比其他工具最遲成為阿曼的工具